# Limnephilus samoedus
Limnephilus samoedus är en nattsländeart som först beskrevs av Mclachlan 1880.  Limnephilus samoedus ingår i släktet Limnephilus och familjen husmasknattsländor. Inga underarter finns listade i Catalogue of Life.